# Siphosturmia oteroensis
Siphosturmia oteroensis là một loài ruồi trong họ Tachinidae.